# یواس‌اس ادمیرال (اس‌پی-۵۴۱)
یواس‌اس ادمیرال (اس‌پی-۵۴۱) (به انگلیسی: USS Admiral (SP-541)) یک کشتی بود که طول آن ۷۳ فوت (۲۲ متر) بود. این کشتی در سال ۱۹۱۳ ساخته شد.